# Chilocorsia punctinotalis
Chilocorsia punctinotalis är en fjärilsart som beskrevs av Paul Dognin 1905. Chilocorsia punctinotalis ingår i släktet Chilocorsia och familjen Crambidae. Inga underarter finns listade i Catalogue of Life.